# Achille Chavée
Achille Chavée (* 6. Juni 1906 in Charleroi; † 4. Dezember 1969 in Manage) war ein belgischer Dichter französischer Sprache.

## Leben und Werk
Achille Chavée gründete 1934 in La Louvière zusammen mit André Lorent, Marcel Parfondry und Albert Ludé die surrealistische Dichtergruppe Rupture (Bruch, Zäsur), der sich Constant Malva, Max Servais (1904–1990), Armand Simon (1906–1981), Fernand Dumont, Marcel Havrenne (1912–1957), Marcel Lefrancq (1916–1974) und 1939 auch Pol Bury anschlossen. Die Gruppe gab den Band Mauvais Temps (Schlechtwetter) heraus und organisierte in La Louvière eine internationale Ausstellung des Surrealismus. 1936 kämpfte Chavée auf Seiten der Kommunisten im Spanischen Bürgerkrieg. Nach seiner Rückkehr verließ er zusammen mit Dumont die trotzkistisch orientierte Gruppe und gründete die stalinistisch orientierte Groupe surréaliste du Hainaut (Surrealistengruppe der Provinz Hennegau). Bis zu seinem Tod 1969 veröffentlichte er zahlreiche Gedicht- und Aphorismenbände, die in den Jahren 1977 bis 1994 von dem Freundeskreis Achille Chavée gesammelt herausgegeben wurden. Seine Gedichte kreisten mit ironischer Weisheit zunehmend um die Ewigkeit und das Nichts.

## Gesammelte Werke
- Oeuvre. 6 Bde. Amis d’Achille Chavée, La Louvière 1977–1994.
- 1. 1935–1946. 1977.
- 2. 1947–1950. 1978.
- 3. 1951–1956. 1984.
- 4. 1957–1961. 1986.
- 5. 1964–1969. 1994.
- 6. 1974–1991. 1994.